# Specklinia yucatanensis
Specklinia yucatanensis är en orkidéart som först beskrevs av Oakes Ames och Charles Schweinfurth, och fick sitt nu gällande namn av Alec M. Pridgeon och Mark W. Chase. Specklinia yucatanensis ingår i släktet Specklinia och familjen orkidéer. Inga underarter finns listade i Catalogue of Life.